# Noctuelia
Noctuelia là một chi bướm đêm thuộc họ Crambidae.